# Großheide
Großheide là một đô thị ở huyện Aurich, trong bang Niedersachsen, nước Đức. Đô thị Großheide có diện tích 69,32 km². Đô thị này có cự ly khoảng 10 km về phía đông của Norden, và 15 km về phía tây bắc của Aurich.